# Peter S. Kalikow

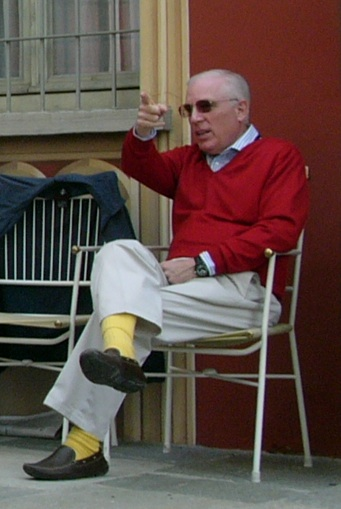
Peter S. Kalikow beim Concorso d’Eleganza Villa d’Este 2007

Peter S. Kalikow (* 1. Dezember 1942 in Queens, New York City) ist ein US-amerikanischer Unternehmer und passionierter Automobilsammler.

## Leben
Peter Kalikow ist russisch-jüdischer Abstammung und leitet als Präsident das von seinem Großvater 1927 gegründete New Yorker Immobilienunternehmen H. J. Kalikow & Company, LLC.
Er studierte an der Hofstra University und erwarb 1965 den Bachelor of Science in Business Administration. Kalikow begann seine Karriere als Grundstücksmakler 1967 und wurde 1973 Präsident von H. J. Kalikow & Co. Nach dem Tod seines Vaters übernahm Peter Kalikow 1982 die Verantwortung für alle Kalikow-Holdings.
Vom Verleger Rupert Murdoch erwarb Kalikow 1988 die New Yorker Boulevard-Zeitung New York Post für 37,6 Millionen Dollar, damals umgerechnet 63 Millionen DM. Nach dem Erwerb eines New Yorker Fernsehsenders im Jahr 1986 hätte sich Murdoch eigentlich von der Zeitung schon früher trennen müssen, da es verboten war, im gleichen Markt eine Zeitung herauszugeben und einen Fernsehsender zu betreiben. Das Auslaufen der bis zum 6. März 1988 befristeten Ausnahmeregelung der staatlichen Behörden zwang Murdoch jedoch letztendlich zum Verkauf. Zu seinen Gründen für den Kauf von Amerikas ältester Zeitung befragt antwortete Kalikow: „Ich wollte nicht, dass später auf meinem Grabstein steht: Er baute eine Menge Häuser in Queens. Ich will mehr.“
Nach dem Kollaps des Grundstücksmarktes musste Kalikow 1992 Privatinsolvenz anmelden. Steven Hoffenberg, ein zwielichtiger Finanzier, übernahm die „New York Post“ und verkaufte sie nach kaum zwei Monaten an den Immobilienkaufmann Abraham Hirschfeld, welcher das Blatt wiederum 1993 an die News Corp. Ltd. des australischen Großverlegers Rupert Murdoch veräußerte.
Von 1994 bis 1995 war Peter Kalikow Mitglied des Board der MTA (Metropolitan Transportation Authority), der Verkehrsgesellschaft des Bundesstaates New York, die mit U-Bahn (New York City Subway), Bussen und Eisenbahnen an jedem Werktag durchschnittlich rund 8 Millionen Menschen befördert.
1995 wurde Kalikow Mitglied des „Board of the Port Authority of New York and New Jersey“ und wechselte 2001 zur MTA, deren Vorsitzender er bis Mai 2007 blieb. Das New York Magazine titelte: Der „Underground Man“. Für seinen Job als Präsident der MTA erhielt Kalikow kein Gehalt.
Im Mai 2000 wurde Kalikow Verwaltungsratsvorsitzender von „Grand Central Partnership“, einem  Business Improvement District (BID) in New York City. Kalikow ist dieser 70-Block große innerstädtische Bereich gut bekannt, da seine Firma 10 Gebäude in der Stadt kontrolliert und ihren Hauptsitz im Renommierobjekt Park Avenue 101 hat.
2006 stiftete er der Hofstra University das „Peter S. Kalikow Center for the Study of the American Presidency“.
Peter Kalikow ist verheiratet mit Mary (geb. Mary Typaldos Jacobatos) und hat mit ihr zwei Kinder, einen Sohn Nicholas Alexander und eine Tochter Kathryn Harold.

## Automobilsammlung

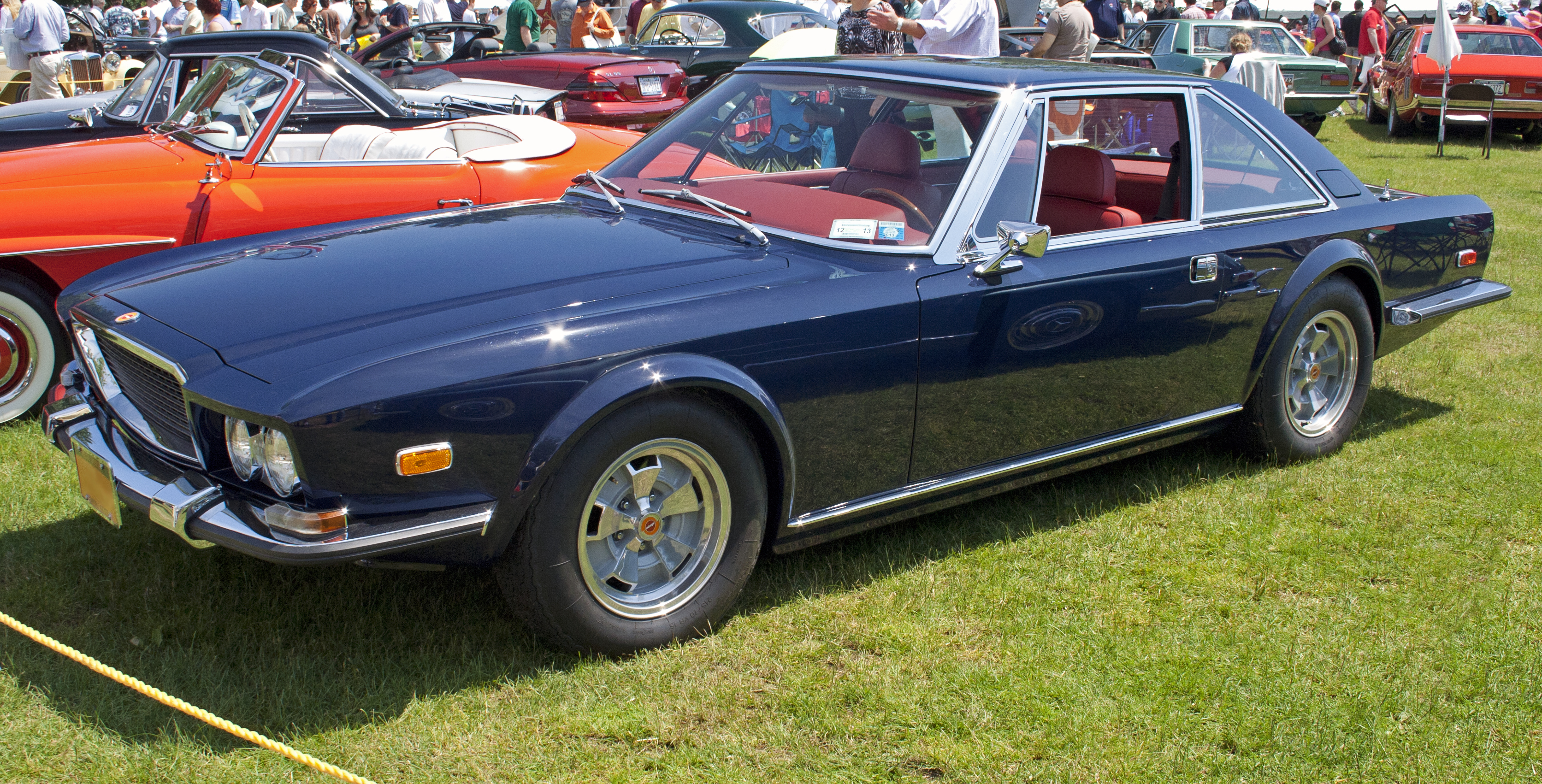
Momo Mirage

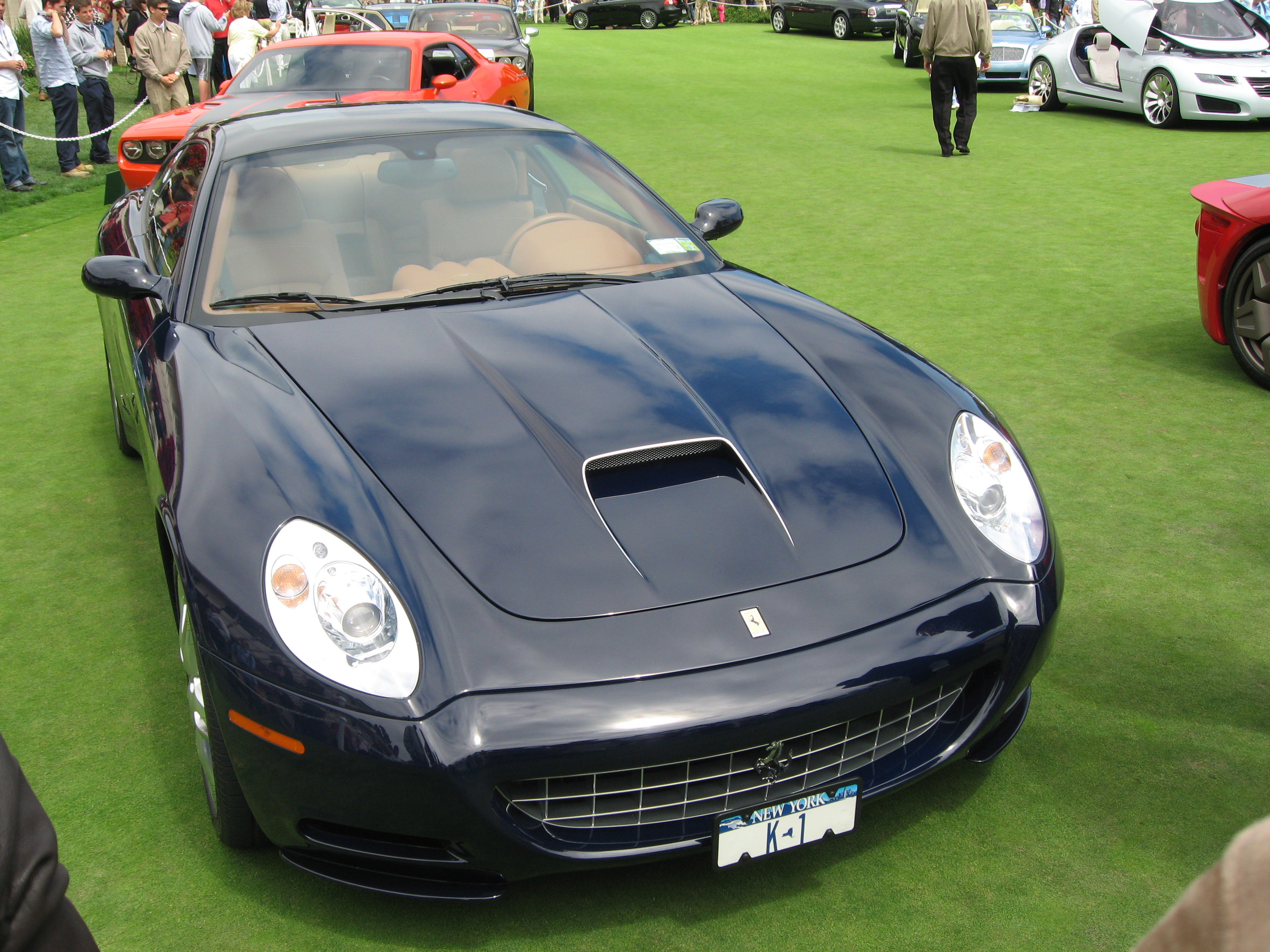
Ferrari 612 K (2007)

Nach eigener Zählung soll Peter Kalikow – neben diversen anderen Fahrzeugen – etwa 50 Ferraris besitzen. Andere Quellen sprechen von über 60 Fahrzeugen, davon 25 Ferraris, die in der Tiefgarage seines New Yorker Bürohauses in der Park Avenue 101 verwahrt und gewartet werden. Als Ausgleich zum Büro-Stress fährt er gelegentlich hinab ins klimatisierte Tiefgeschoss: „Ich setze mich einfach in ein Ferrari-Cockpit oder streiche über die Karosserien. Dann werde ich ganz ruhig“, zitierte ihn ein Reporter. Zu seinen Favoriten zählen dabei die Modelle der späten 50er und frühen 60er Jahre. Regelmäßig nutzt er seine Ferrari 250 GT Spyder California-Modelle der ersten (inoffiziell GT Spyder California LWB = langer Radstand) und zweiten Serie (inoffiziell GT Spyder California SWB = kurzer Radstand) und seinen Ferrari 400 Superamerica Aerodinamica. Zu seiner Sammlung gehören ein Ferrari 330 America (FGN 5105), ein Ferrari 400 Superamerica und ein Ferrari 250 GTO-Replica, welcher auf einem Ferrari 330 GT 2+2 der Serie II (FGN 9325) basiert. Weiterhin besitzt er einen Ferrari 500 Superfast mit abgedeckten Scheinwerfern, einen Ferrari 412 und moderne Modelle wie Ferrari F50, Ferrari 360 Spider und Ferrari 456 GT, sowie mehrere Fahrzeuge der Marken Jaguar, Rolls-Royce, Aston Martin und Cadillac. Jedes seiner Autos trägt ein „K“ auf dem Nummernschild.
Peter Kalikow nimmt regelmäßig am Concorso d’Eleganza Villa d’Este teil. Zu dieser Veranstaltung hat er 2005 einen roten Ferrari 250 GT California Spider einfliegen lassen. Im Jahr 2006 kürte die Jury seinen praktisch neuwertigen Ferrari 410 Superamerica aus dem Jahre 1959 mit Pininfarina-Karosserie zum Gesamtsieger („Best of Show“). Das Magazin Octane berichtete ausführlich über diesen Wagen, der ursprünglich in Weiß mit blauen Streifen lackiert war.
Im Jahr 1967 entschloss sich Kalikow, sein eigenes Automobilprojekt zu verwirklichen: Den Momo Mirage. Die Kleinserie ließ sich Anfang der 1970er Jahre allerdings nicht wie geplant wirtschaftlich fertigen und so blieb es bei nur wenigen Exemplaren. Peter Kalikow präsentierte einen silbernen Momo Mirage auf dem Concorso d’Eleganza Villa d’Este 2009.
2007 gestaltete Pininfarina für Kalikow den Ferrari 612 K auf Basis eines Ferrari 612 Scaglietti. Das K bzw. Kappa steht dabei für Kalikow. Kalikows einmaliger Ferrari 612 hat die Seriennummer 145746 und ist lackiert in der Farbe Pozzi Blue.
45 Jahre nach dem Kauf seines ersten Ferraris ließ sich Kalikow im Jahr 2011 auf Basis eines Ferrari 599 GTB ein Einzelstück mit Klappdach anfertigen, den Ferrari Superamerica 45.

## Auszeichnungen
1986 wurde er von der Hofstra University zum Ehrendoktor ernannt. 1988 wurde Kalikow als Alumnus des Jahres ausgezeichnet.
2008 wurde Peter Kalikow für seine besonderen Verdienste als Kulturbotschafter und für seine wirtschaftlichen und philanthropischen Leistungen der Verdienstorden der Italienischen Republik (Ordine al Merito della Repubblica Italiana) als Komtur (Commendatore) verliehen.